# استان پودکارپاتسکیه
استان پودکارپاکیه (به لاتین: Podkarpackie Voivodeship) یک استان لهستان است که در جنوب شرقی لهستان واقع شده‌است و مرکز آن ژشوف است.

## خصوصیات
استان پودکارپاکیه ۱۷٬۸۴۴ کیلومترمربع مساحت و ۲٬۱۰۱٬۷۳۲ نفر جمعیت دارد.

## نگارخانه

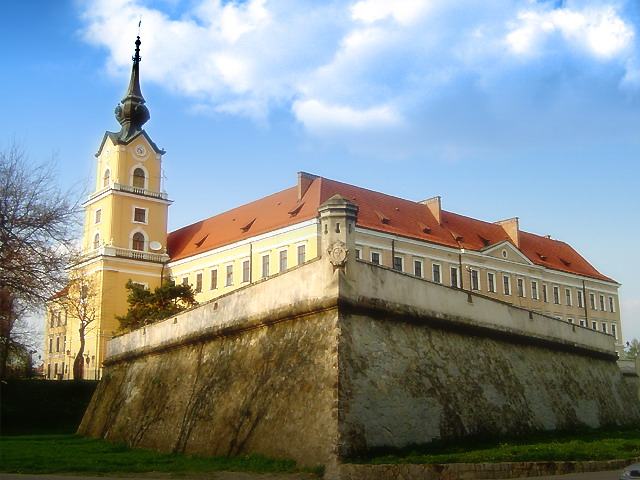
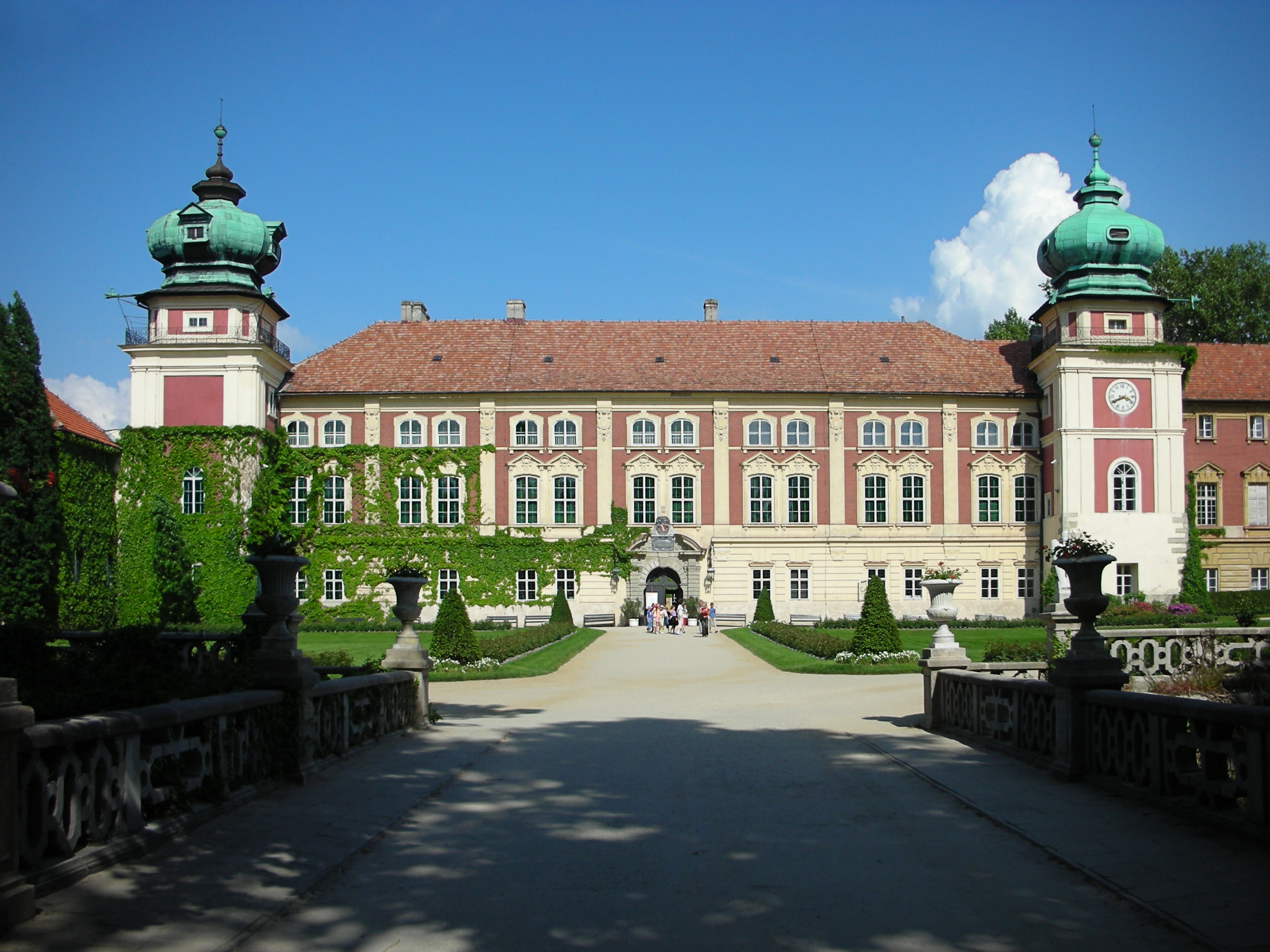
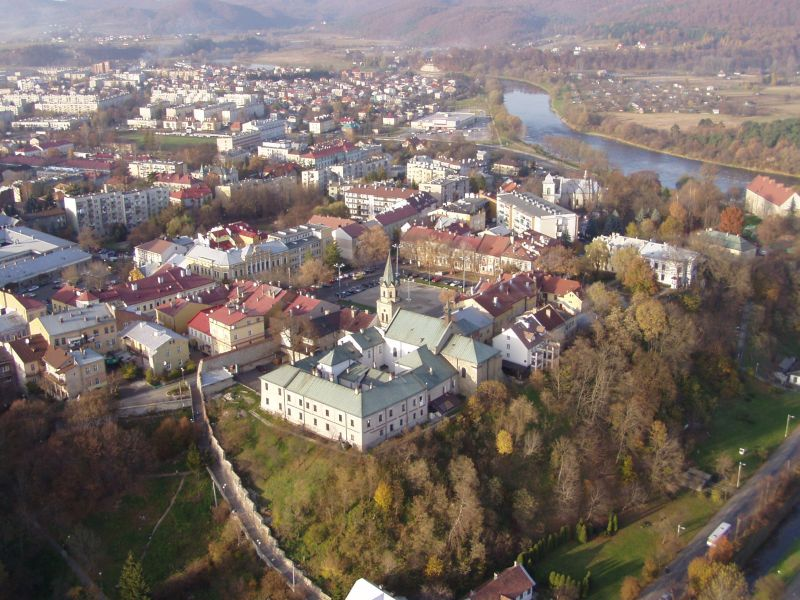
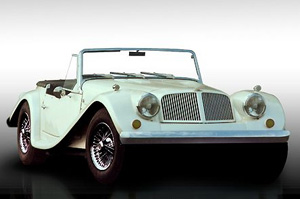
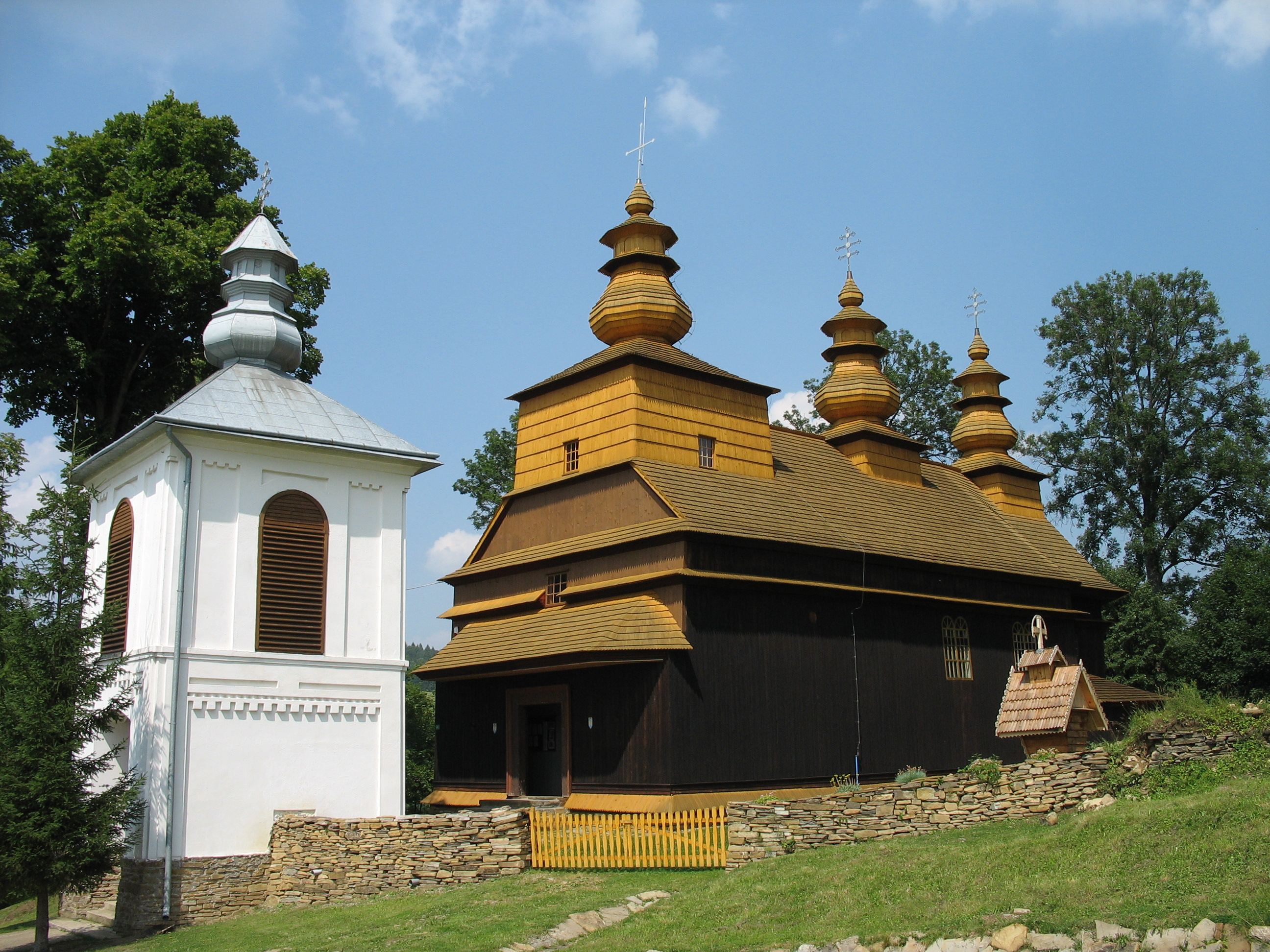
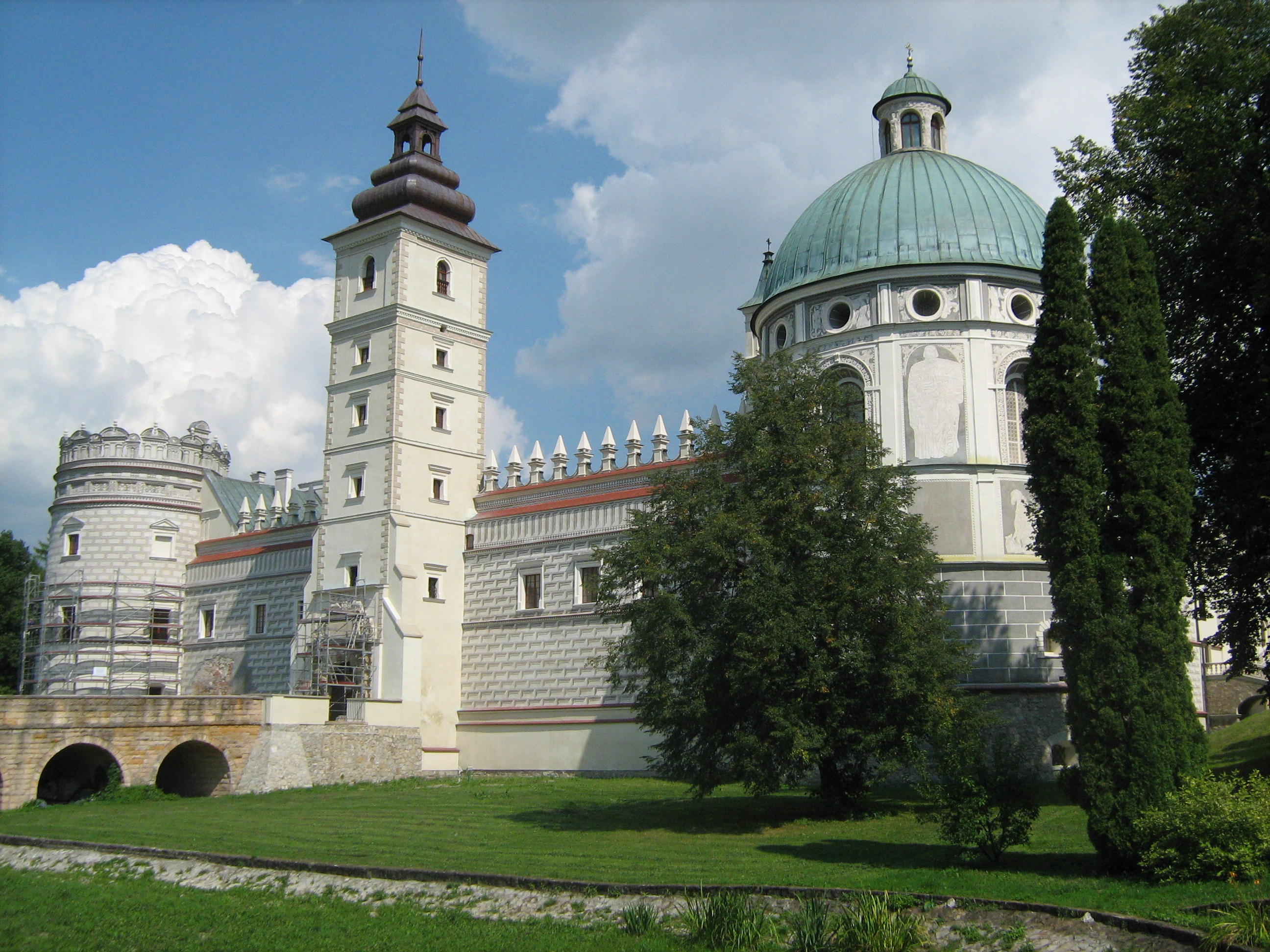
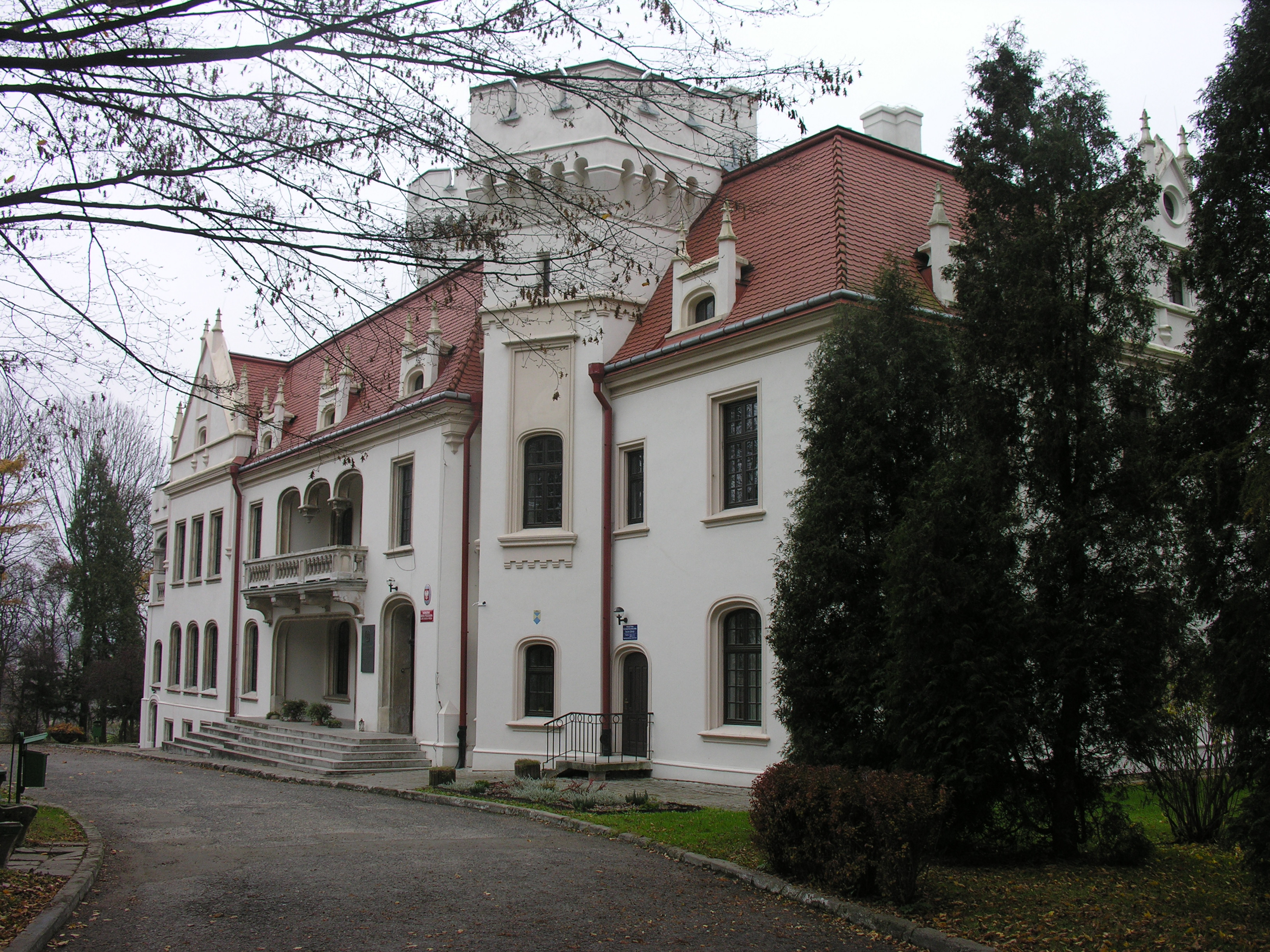
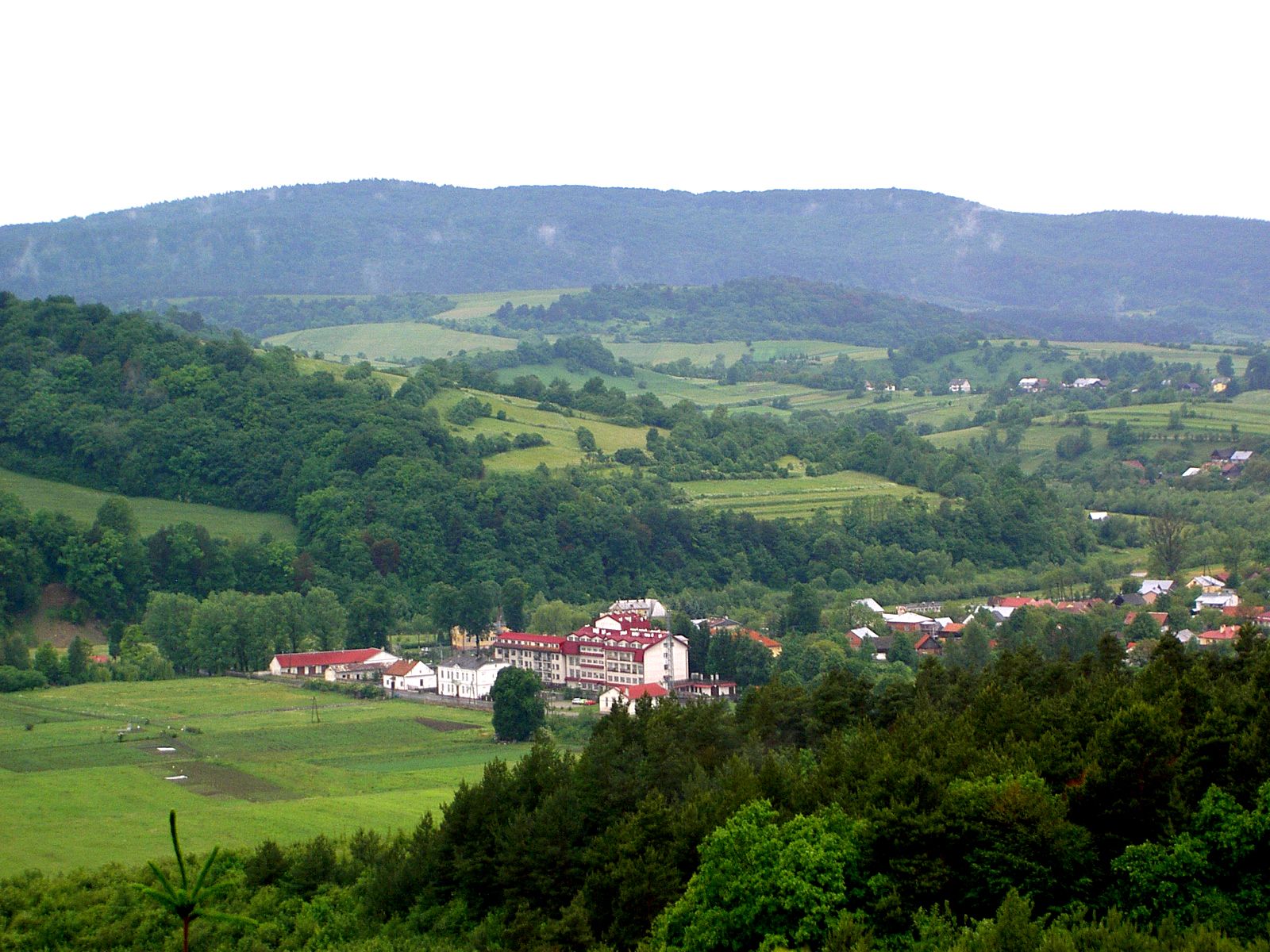
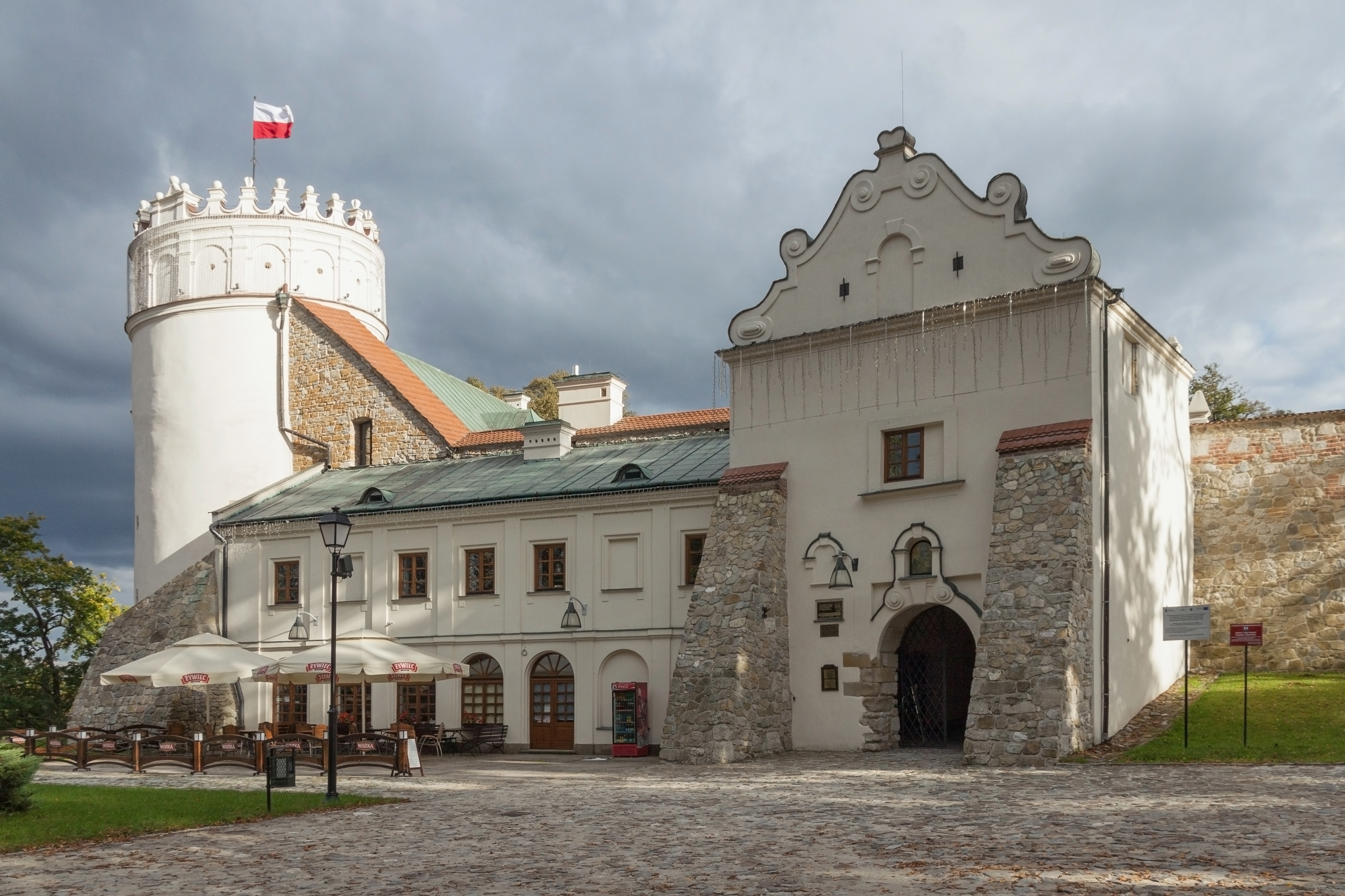
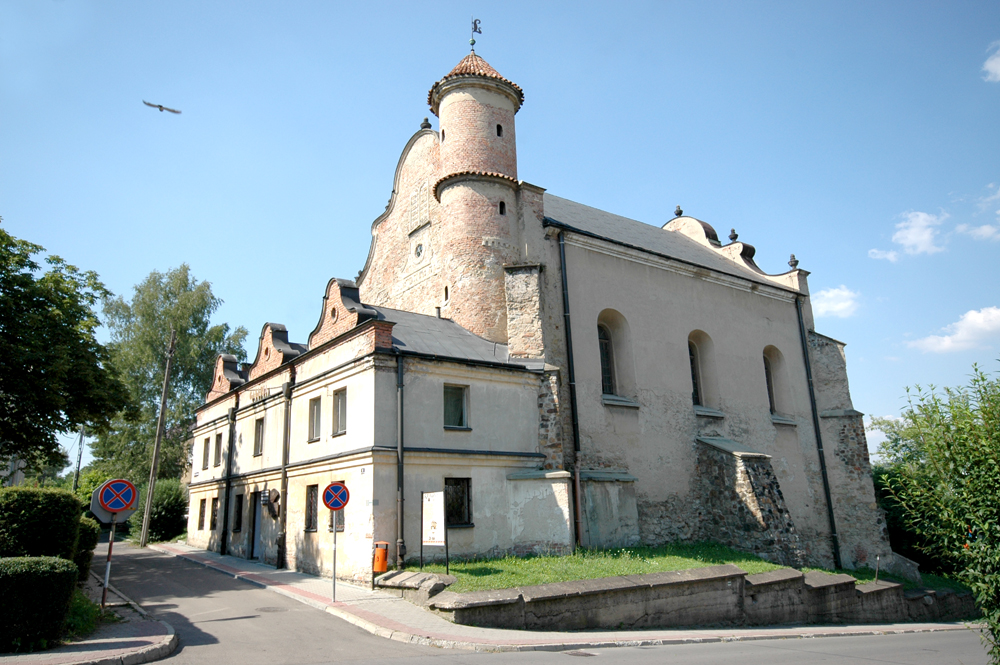
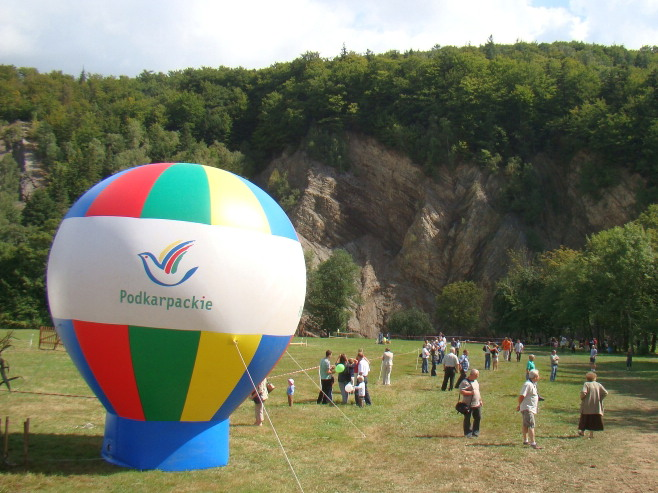
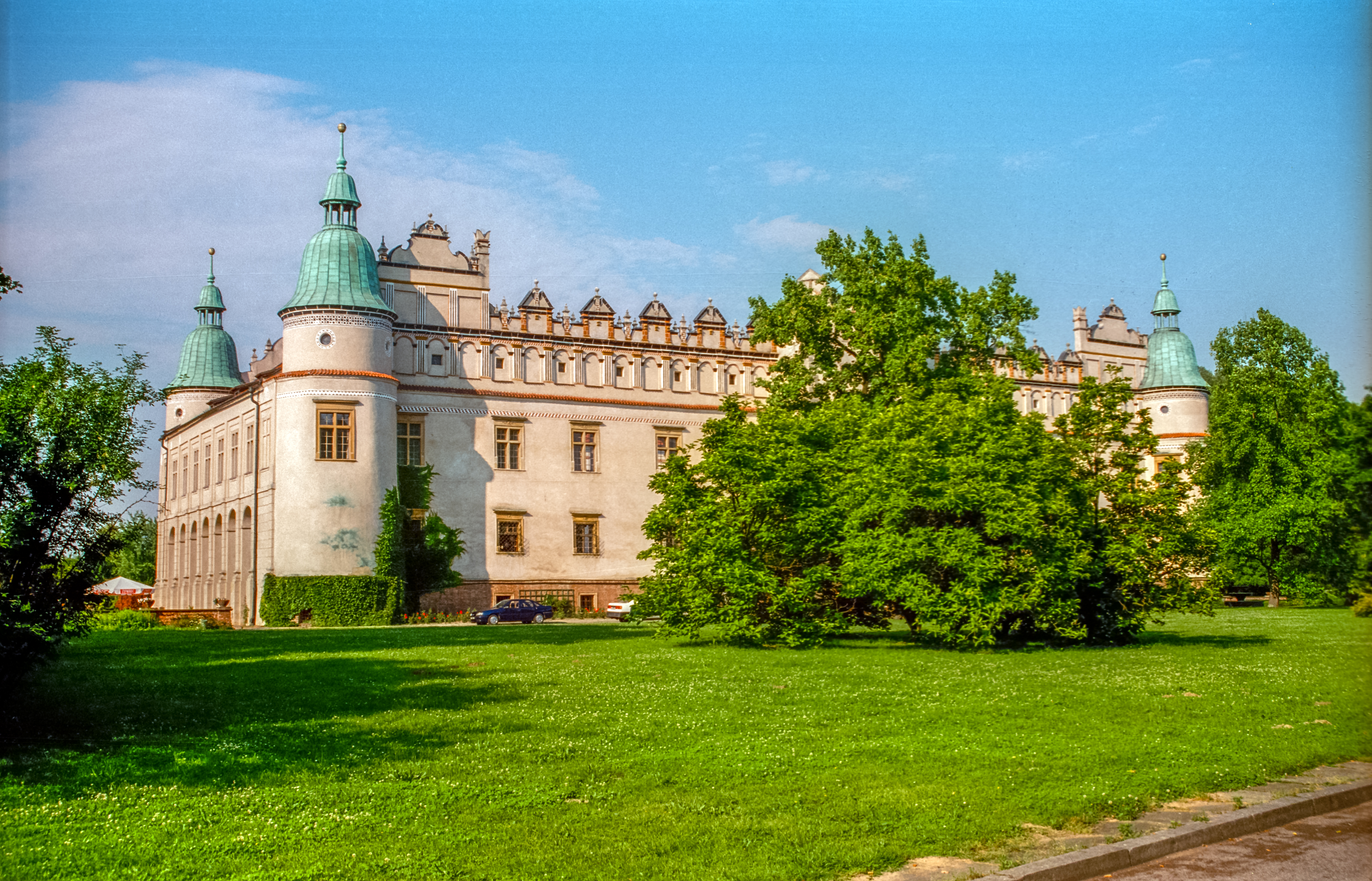
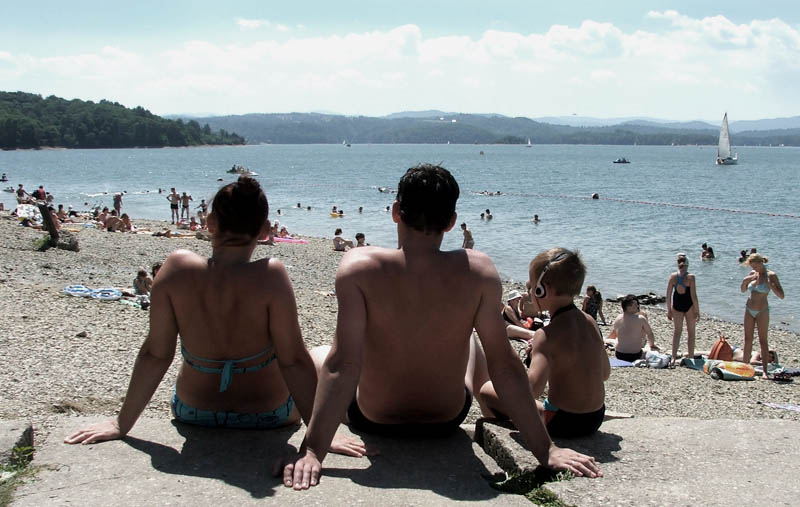
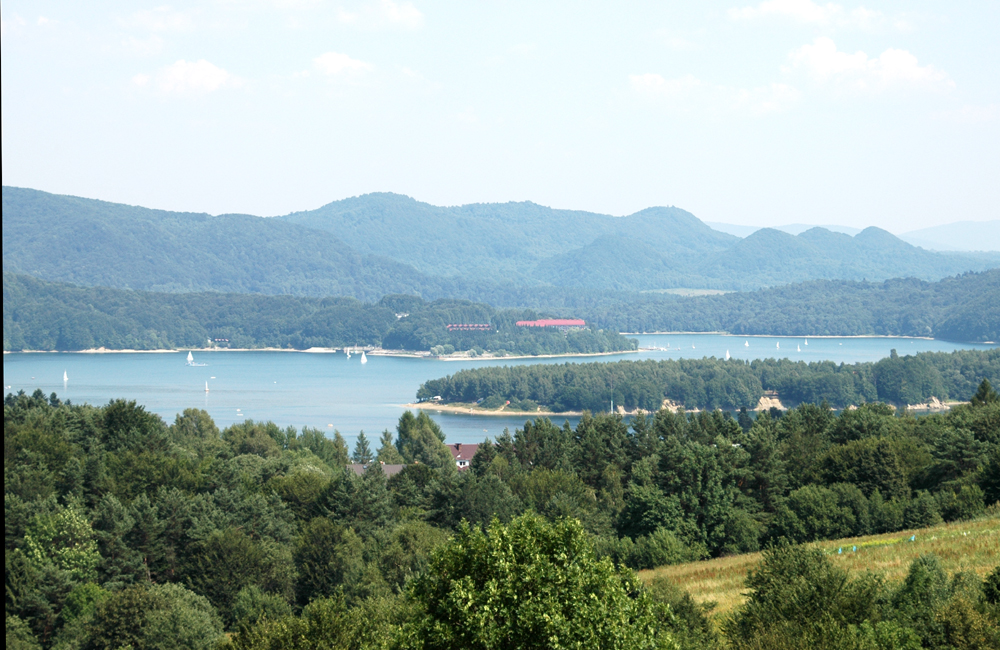
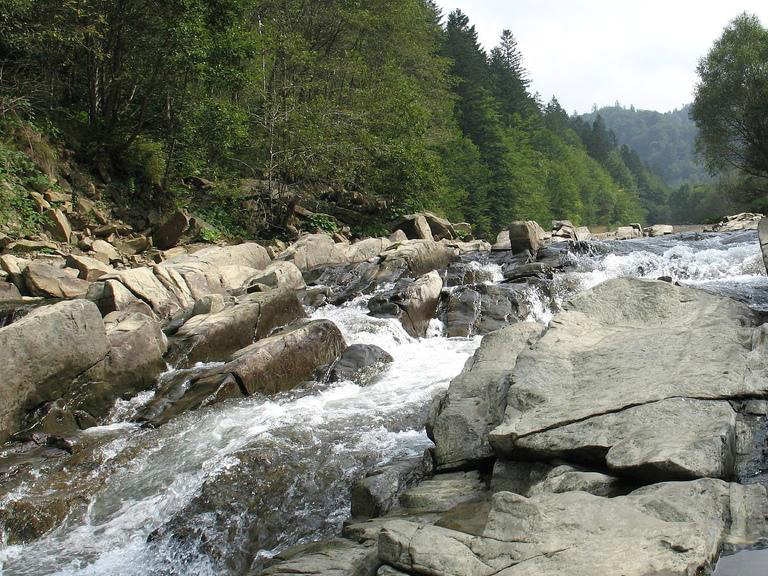
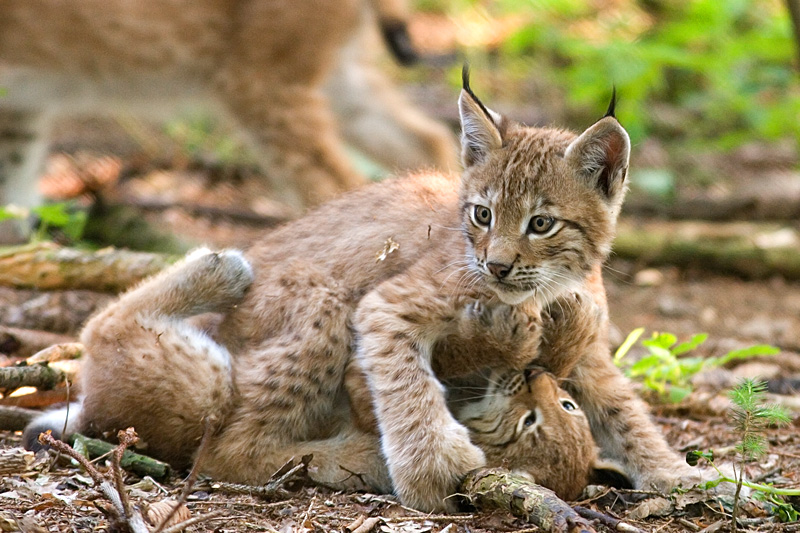
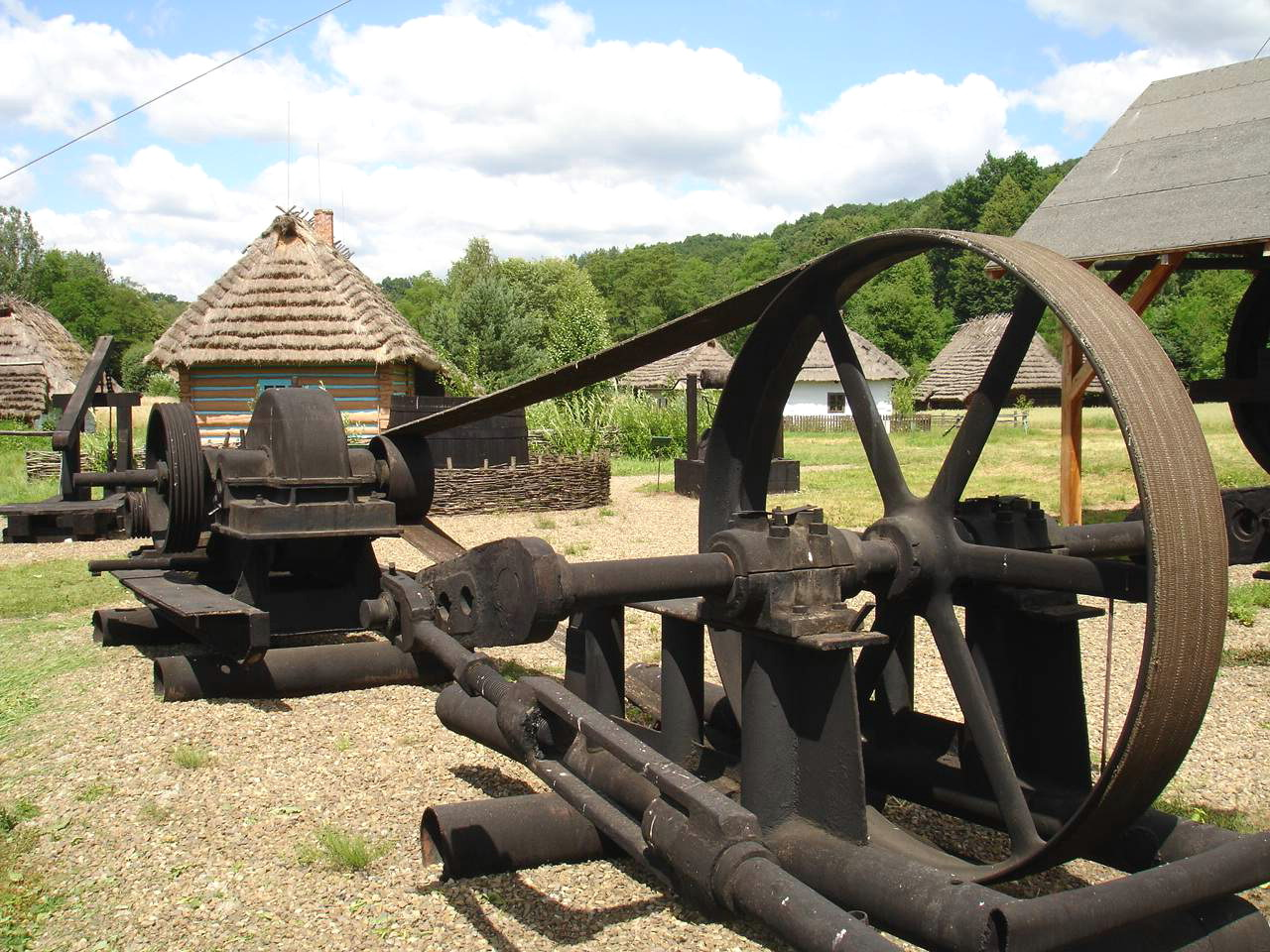
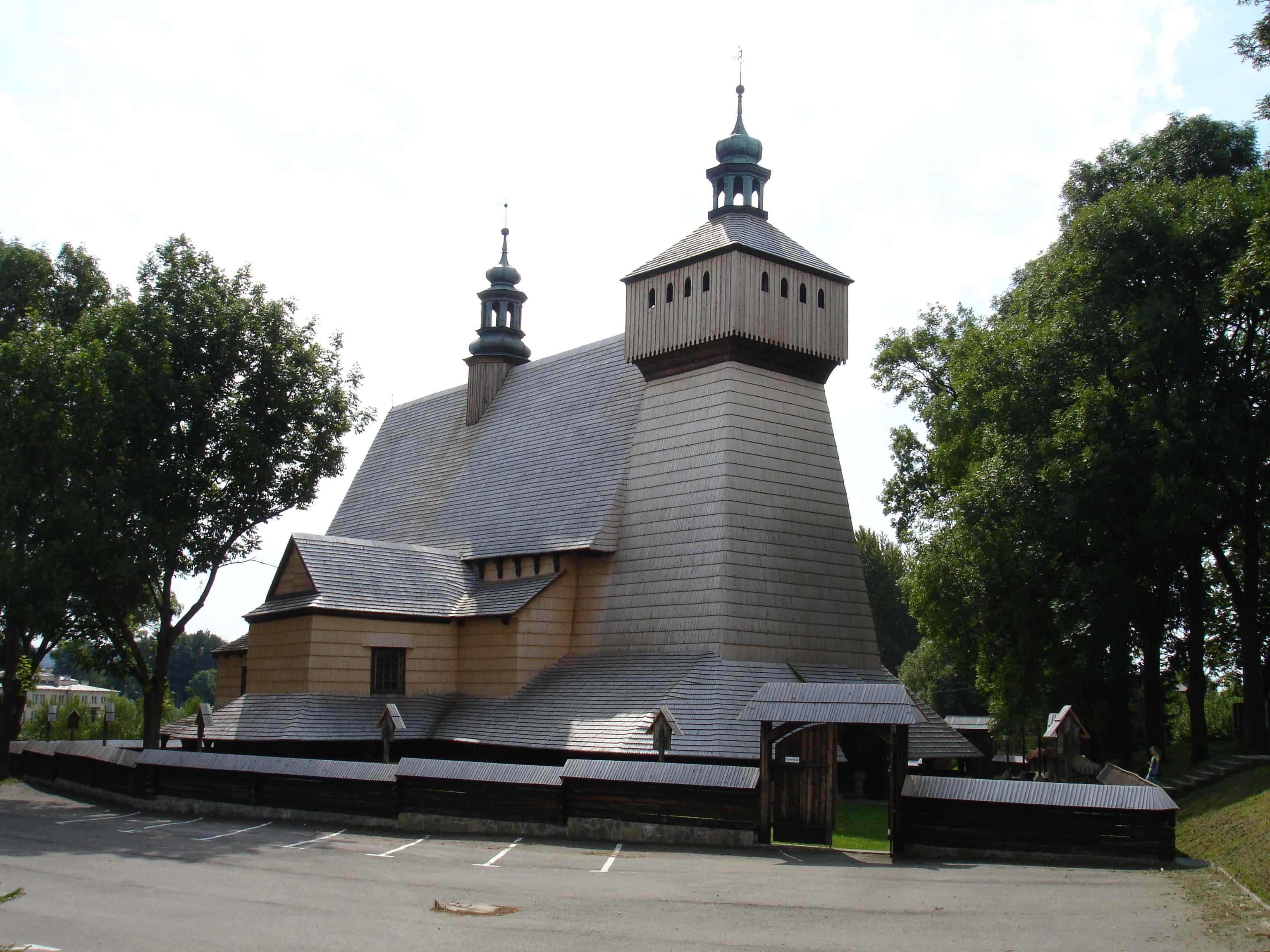
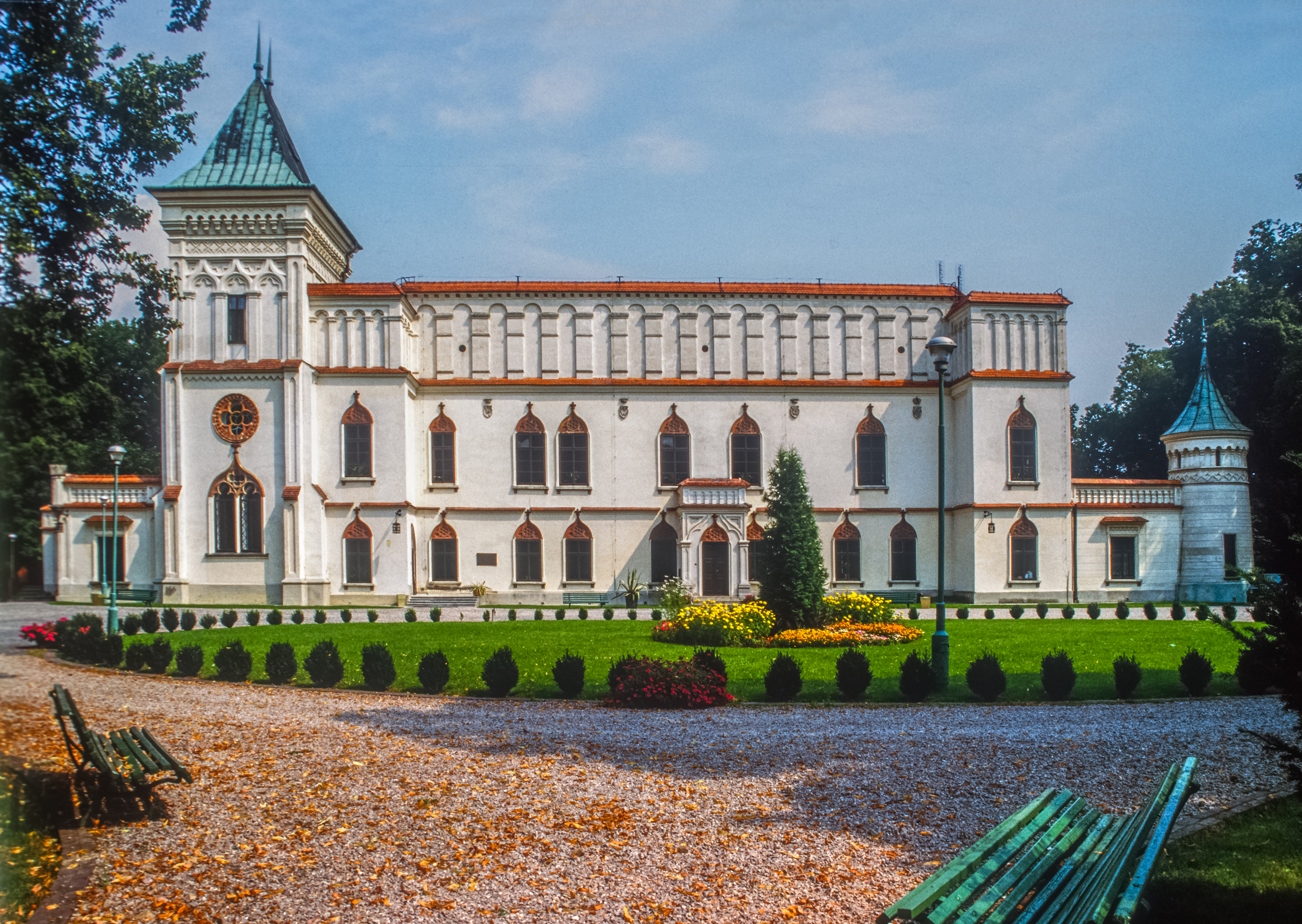
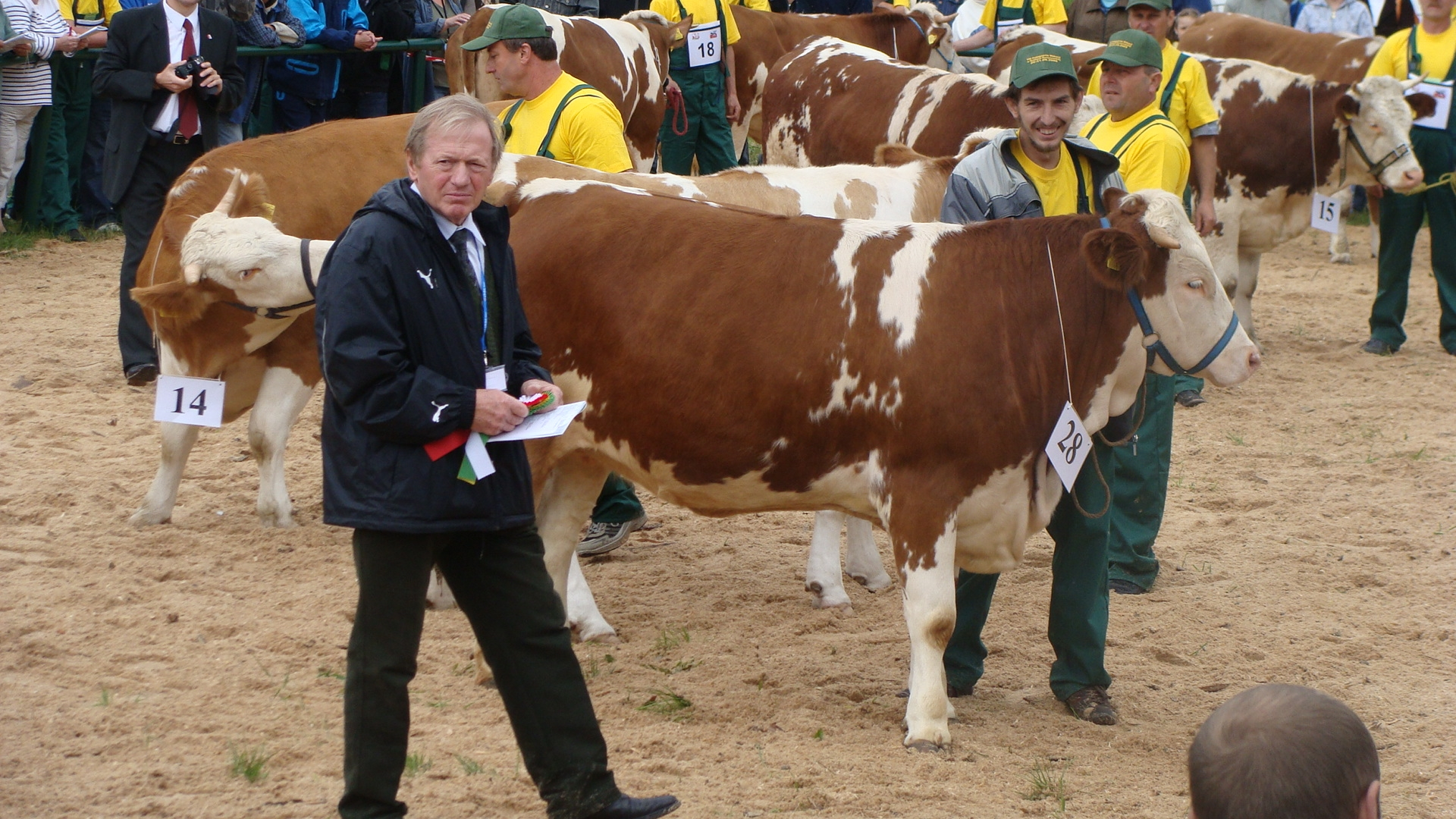
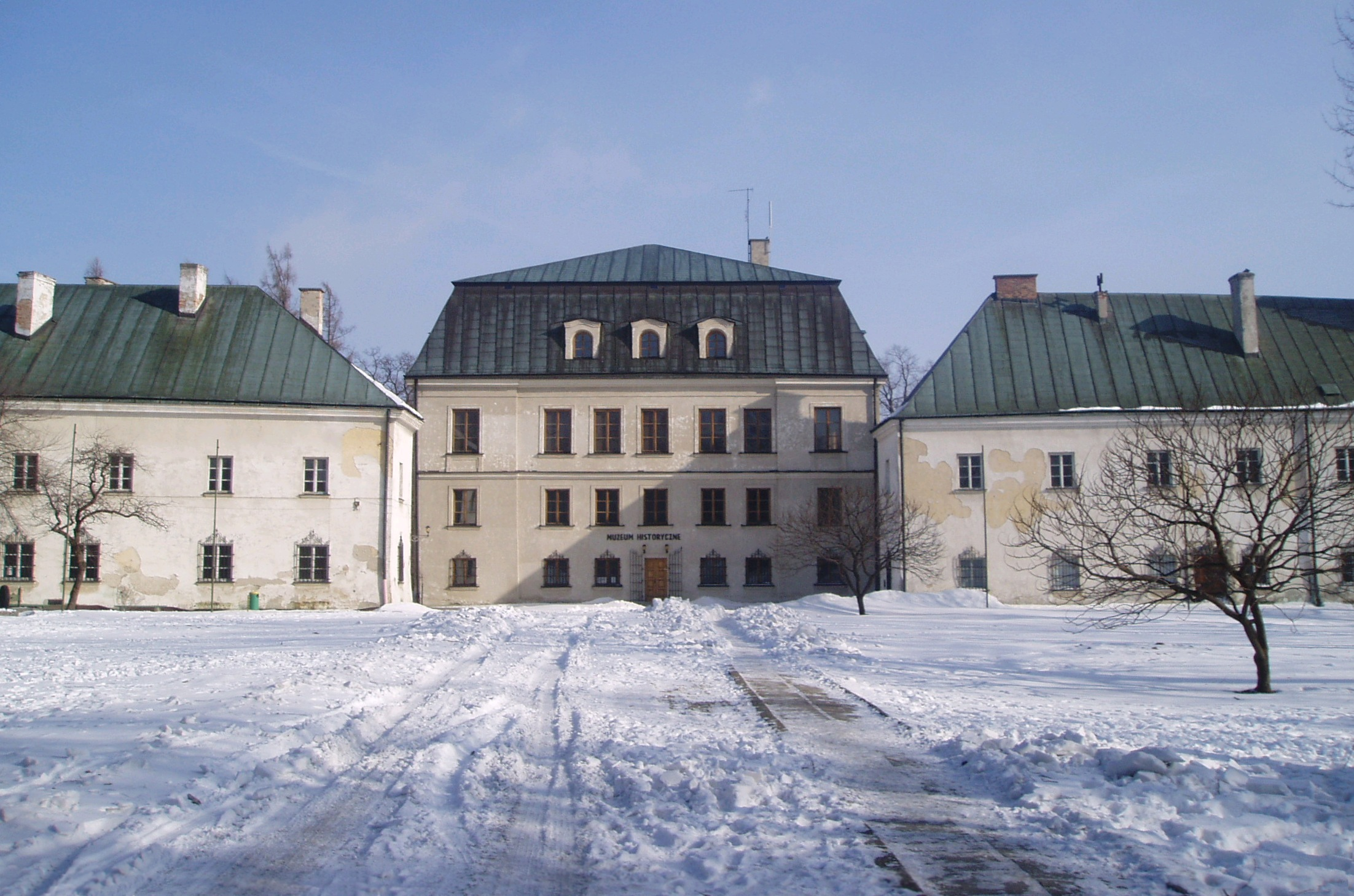
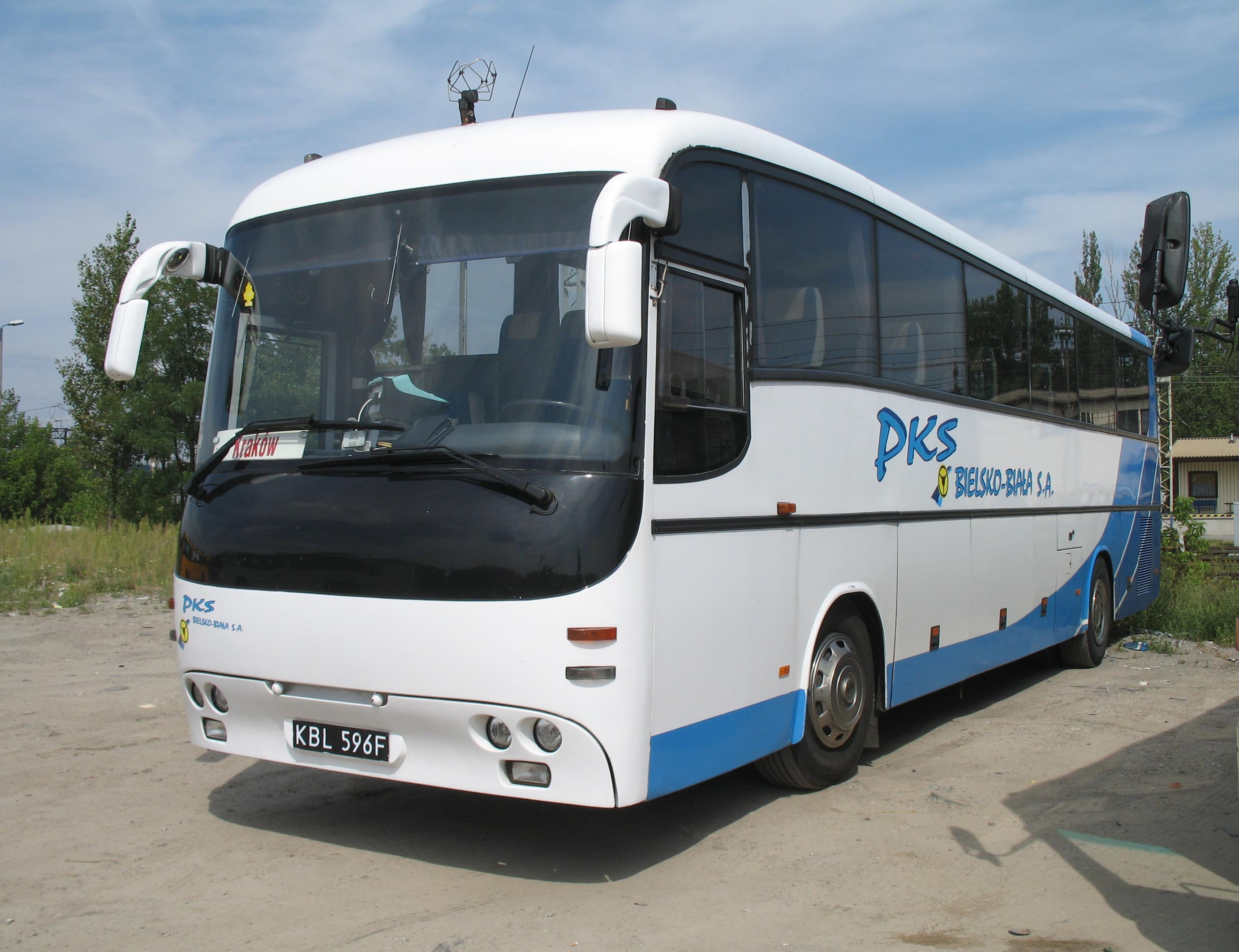
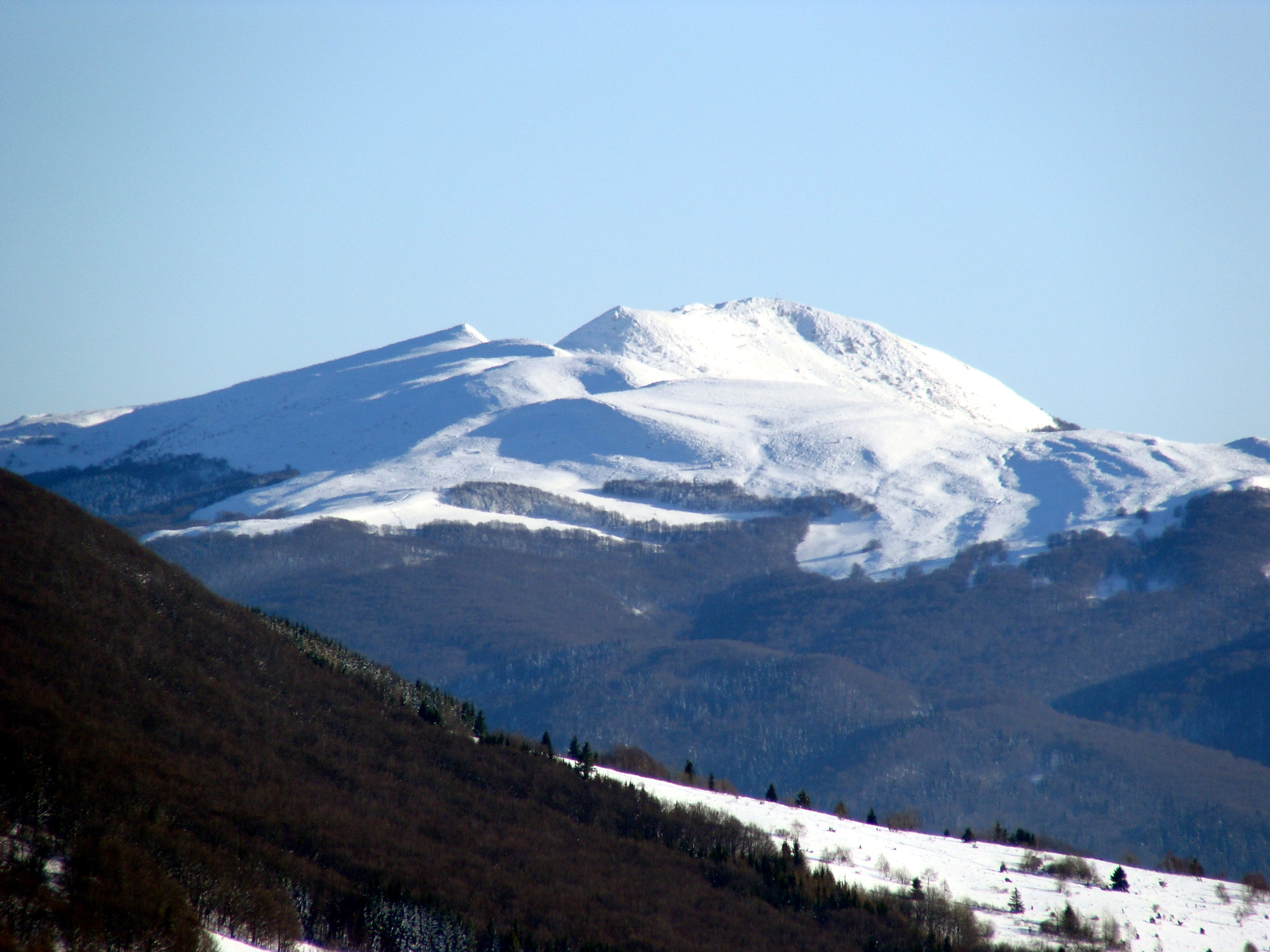